# Relations entre Sao Tomé-et-Principe et l'Union européenne
Les relations entre Sao Tomé-et-Principe et l’Union européenne reposent principalement sur le dialogue politique instaurée par l’accord de Cotonou. La délégation de l'Union au Gabon suit la situation dans le pays, néanmoins la représentation est assurée par le Portugal.

## Sources

## Compléments